# 南汇角
南汇角，也称南汇嘴，位于上海市陆地的最东端浦东新区芦潮港，为长江入海口与钱塘江入海口的分界点。现當地有免费开放的南汇嘴观海公园，供游人观海听涛。

## 自然地理
上海市大部分陆地是在最近数千年内逐渐由长江三角州南支的泥沙淤积由海成陆。南汇处的海岸沙滩不断外淤，海堤多次外移，目前最外围的胜利塘外又已淤涨大片沙滩滩涂。